# Graeme Smith (natation)
Pour les articles homonymes, voir Graeme Smith.
Graeme Smith, né le 31 mars 1976 à Falkirk, est un nageur britannique.

## Biographie
Aux Jeux olympiques d'été de 1996 à Atlanta, il remporte la médaille de bronze dans l'épreuve du 1 500 m nage libre.